# Uma Comunidade Rural do Brasil Antigo (Aspectos da Vida Patriarcal no Sertão da Bahia nos Séculos XVIII e XIX)
Uma Comunidade Rural do Brasil Antigo (Aspectos da Vida Patriarcal no Sertão da Bahia nos Séculos XVIII e XIX) é um livro de 447 páginas do Médico e escritor Lycurgo Santos Filho que narra a história real da tradicional família Canguçu, do antigo município de Bom Jesus dos Meiras, Brumado, nos séculos XVIII e XIX. A obra é desenvolvida a partir de arquivos pessoais da família, que foram encontrados no Sobrado do Brejo e entregues pela mesma ao autor.

## Aspectos e perfil dos sertões e dos sertanejos
No livro é narrado de maneira minuciosa aspectos sobre a vida pessoal da família Canguçu, como o trato com os negócios, a lida no campo com a lavoura e com o gado, os aspectos sociais da família e de pessoas que viviam naquela época, tanto de Bom Jesus dos Meiras como de Caetité, Vila do Brejo Grande (Ituaçu), Santo Antônio da Barra (Condeúba) e Rio de Contas. Descreve também a verdadeira história de amor proibido vivida por Leolino Canguçu e Pórcia de Castro, tia de Castro Alves. Cobre um espaço de tempo de 150 anos, que vai do primeiro proprietário da Fazenda Brejo do Campo Seco, o português Miguel Lourenço de Almeida, até o ultimo senhor do Sobrado do Brejo, Exupério Pinheiro Canguçu. Descreve de forma minuciosa como era a paisagem daquele local; sobre lutas entre famílias; medicina, militarização; tipo de vestimenta que se usavam, etc. Explana também como eram redigidos, em escrita técnica (no português daquela época) os mais diversos documentos, como os de casamentos, batizados, ou qualquer outra cerimônia, seja civil ou militar. O autor faz uma análise dos aspectos gerais da família Canguçu, mas com intenção de mostrar como era a vida dos sertanejos baianos que viviam naquela região e naquele tempo, seja ele escravo, trabalhador remunerado, fazendeiro, coronel, etc.
O livro tem uma descrição muito rica sobre o Brasil do século XVIII e XIX, pois trás informações raras sobre a ideia de como eram tratados os funcionários dos “senhores”, os escravos e os castigos que lhes eram impostos; as cartas de alforrias; como o capitão do mato desempenhava seu papel, que pode-se pensar que é apenas coisa de novela, onde seus autores são tidos como inventores de certas figuras personificadas, ou de cenários fantasiosos. Lycurgo descreve toda a riqueza da família Canguçu, a família mais rica do Alto Sertão da Bahia.
Uma Comunidade Rural do Brasil Antigo é considerado uma referência importante no entendimento dos aspectos sociais, econômicos e religiosos das pessoas daquele tempo.